# بريت غروغان
بريت غروغان (بالإنجليزية: Brett Grogan)‏ هو لاعب دوري الرغبي أسترالي، ولد في 30 أغسطس 1973 في نيوكاسل في أستراليا.